# Anja Ignatius
Anja Ignatius, född 2 juli 1911 i Tammerfors, död 10 april 1995 i Helsingfors, var en finländsk violinist.
Efter studier i hemlandet och bland annat i Paris gav Ignatius en uppmärksammad debutkonsert i Helsingfors 1926, varefter hon räknades som en av Finlands främsta violinister, bland annat spelade hon som den första inhemska solisten in Sibelius violinkonsert på grammofon (Berlin 1943). Hon konserterade i många europeiska länder och i USA (1938, dirigent Sergej Kusevitskij). 1953–1961 var hon första violinist i Helsingforskvartetten, 1961–1965 medlem av trion Ignatius–Rautawaara–Ellegaard. 1955–1978 var hon professor i violinspel vid Sibelius-Akademin, ofta anlitad som jurymedlem i violintävlingar.
Hon erhöll statens tonkonstpris 1978.